# 반포중학교 (충남)
반포중학교(反浦中學校)는 대한민국 충청남도 공주시 반포면 봉곡리에 있는 공립 중학교이다.

## 학교 연혁
- 1977년 12월 30일 : 반포중학교 설립 인가 (9학급)
- 1978년 3월 6일 : 제1회 입학식 (162명)
- 1978년 3월 11일 : 개교
- 1981년 2월 12일 : 제1회 졸업식
- 2024년 9월 1일 : 제22대 이치하 교장 부임
- 2025년 1월 10일 : 제45회 졸업식(16명)총2,896명

## 참고 자료
- 반포중학교 - 한국교육학술정보원 학교알리미